# Steen & Strøm
Steen & Strøm är ett skandinaviskt fastighetsbolag som driver gallerior i Danmark, Norge och Sverige. Det bildades 1856 genom en sammanslagning av Emil Steens och Samuel Strøms butiker i Kristiania, nuvarande Oslo. Ströms butik hade grundats redan 1797.
Steen & Strøm Group ägs till 56 procent av det franska fastighetsbolaget Klépierre och till 44 procent av den nederländska pensionsfonden APG. År 2019 förvaltade man 18 st olika gallerior runt om i Norden.

## Steen & Strøms handelsplatser
Steen & Strøm drev 2006 merparten av anläggningarna i egen regi, medan de resterande förvaltas av Storebrand, Danica, SK Down Town AS, Trondos, SK Glasmagasinet Drammen och Harald Lyche.
| Steen & Strøm Norge AS - Amanda (Haugesund) 1 - Arkaden Torgterrassen (Stavanger) 1 - Buskerud Storsenter (Krokstadelva) ² - City Syd (Trondheim) 5, 2 - Down Town (Porsgrunn) 3 - Farmandstredet (Tønsberg) 1 - Gulskogen senter (Drammen) 1 - Halden storsenter (Halden) 1 - Holmensenteret (Nesbru) ² - Krokstad senter (Krokstadelva) ² - Kvadrat (Sandnes) ² - Lillestrøm torv (Lillestrøm) 1 - Magasinet Drammen (Drammen) 4 - Markedet (Haugesund) 1 - Metro Senter (Skårer) ² - Mosseporten (Moss) ² - Nerstranda (Tromsø) 1 - Nordbyen (Larvik) 1 - Sjøsiden senter (Mosjøen) 1 - Stavanger Storsenter (Stavanger) 1 - Steen & Strøm Magasin (Oslo) ² - Stovner senter (Oslo) 1 - Tiller Torget (Trondheim) ² - Torvbyen (Fredrikstad) 1 - Vinterbro (Vinterbro) 1 - Økern (Oslo) 1 - Østfoldhallen (Fredrikstad) ² | Steen & Strøm Danmark A/S - Amager Centret (Amager) 7 - Bruun's Galleri (Århus) 1 - Bryggen Shoppingcenter (Vejle) 1 - City 2 (Tåstrup) 7 - City Vest (Brabrand) 7 - Field's (Köpenhamn) 1 - Friis (Aalborg) - Glostrup Storcenter (Glostrup) 7 - Helsingör Bycenter (Helsingör) 7 - Hovedbanegårdens Shoppingcenter (Köpenhamn) 7 - Hvidovre Stationscenter (Hvidovre) 7 - Ishøj Bycenter (Ishøj) 7 - Kolding Storcenter (Kolding) 7 - Lyngby Storcenter (Kongens Lyngby) 7 - Nørrebro Bycenter (Nørrebro) 7 - Randers Storcenter (Randers) 7 - SlotsArkaderne (Hillerød) 7 - VestsjællandsCentret (Slagelse) 7 - Viva Odense (Odense), 1 Öppnar 2015 | Steen & Strøm Sverige AB - Allum (Partille)1 - Emporia (Malmö)1 - Kupolen (Borlänge) 1 - Marieberg Galleria (Örebro)1 - Galleria Boulevard (Kristianstad)1 År 2014 såldes följande anläggningar till norskägda Thon Property: - Etage (Trollhättan) - Familia Köpcentrum (Åstorp) - Mirum Galleria (Norrköping) - Mitt i city (Karlstad) - Sollentuna centrum (Sollentuna). År 2016 såldes nedanstående anläggning till norskägda Thon Property: - Åsane storsenter Bergen - Torp köpcentrum (Uddevalla) |  |

1: Ägs av Steen & Strøm ASA

2: Ägs av Storebrand

3: Ägs av SK Down Town AS

4: Ägs av SK Glasmagasinet Drammen og Harald Lyche

5: Ägs av Trondos

6: Ägs av Danica
7: Ägs av Deas